# تلفزيون فلسطيني
تلفزيون فلسطيني هي قناة تلفزيونية فلسطينية فنية خاصة، تهتم بالفن والثقافة والتراث الفلسطيني حيثُ تعمل على إعادة الفن الفلسطيني إلى الواجهة.

بدأت قناة تلفزيون فلسطيني بث برامجها رسميًا من لبنان في 10 تشرين الأوّل/أكتوبر عام 2015.